# Rusia dinamitada
Rusia dinamitada: Tramas secretas y terrorismo de Estado en la Federación de Rusia (título original en inglés: Blowing Up Russia: Terror from Within; y en ruso: ФСБ взрывает Россию, FSB dinamita a Rusia) es un libro escrito por Aleksandr Litvinenko y Yuri Felshtinski. Los autores analizan la situación política del país, las relaciones del expresidente Borís Yeltsin con la República de Chechenia, el ascenso al poder de Vladímir Putin desde el FSB a la presidencia de Rusia y la supuesta implicación de los servicios secretos rusos en las explosiones en edificios rusos de septiembre de 1999 en Buynaksk, Moscú y Volgodonsk, así como el incidente de Riazán, en busca de conexiones chechenas con las que asociar los actos terroristas. Litvinenko y Felshtinski aseguran que esos hechos fueron una sucesión de operaciones de bandera falsa para justificar la segunda guerra chechena y el ascenso de Putin al poder.
El libro, patrocinado por el empresario Borís Berezovski, fue publicado en su edición original en ruso en 2002. En algunos países, entre ellos la Federación de Rusia, no se permitió su distribución.